# Stade Cláudio Moacir de Azevedo
Le Stade Cláudio Moacir de Azevedo (en portugais : Estádio Cláudio Moacir de Azevedo), également connu sous le nom de Moacyrzão, est un stade de football brésilien situé dans la ville de Macaé dans l'État de Rio de Janeiro.
Le stade, doté de 15 000 places et inauguré en 1982, sert d'enceinte à domicile aux équipes de football du Macaé Esporte Futebol Clube et du Serra Macaense Futebol Clube.

## Histoire
Le stade, à l'époque de 4 000 places, est inauguré le 1er mai 1982 lors d'une défaite 3-0 des locaux du Barra FC contre Flamengo.
Le stade subit des rénovations à partir de 2008, et ce sous l'administration du maire de Macaé de l'époque Riverton Mussi (pour un investissement de 21 000 000 BRE). Pendant cette période de rénovations de deux ans, le Macaé EFC ne peut pas disputer ses matchs au stade et doit se contenter pour ses rencontres à domicile d'évoluer dans divers stades de la région, tels que le Stade Ary de Oliveira e Souza et le Stade Godofredo Cruz de Campos dos Goytacazes, le Stade Raulino de Oliveira de Volta Redonda ou encore l'Arena Guanabara d'Araruama.
En 2010, les rénovations sont achevées. Un nouveau système de drainage, des clôtures en polycarbonate, du gazon synthétique dans les zones de chauffage et la zone de pressage ont été installés. Les vestiaires ont été rénovés et la zone à l'extérieur du stade a été pavée.
Le 7 août 2010, le stade rouvre ses portes et l'inauguration a lieu avec une rencontre de Série C entre le Macaé EFC et Marília AC (victoire de Macaé 3-1).
Le record d'affluence au stade est de 14 550 spectateurs le 31 janvier 2015.
Le stade est le 2e plus grand de l'État de Rio de Janeiro (en dehors de la ville de Rio de Janeiro), seulement devancé par le Stade Raulino de Oliveira de Volta Redonda.